# 1683
1683 (MDCLXXXIII) var ett normalår som började en fredag i den gregorianska kalendern och ett normalår som började en måndag i den julianska kalendern.

## Händelser

### September
- 12 september – I slaget vid Kahlenberg lyckas kejserliga styrkor, med hjälp av bland andra den polske kungen Johan III Sobieski, häva den osmanska belägringen av Wien.
- 27 september – Kina ockuperar Formosa.[1]

### Okänt datum
- Karl XI utfärdar nya krigsartiklar. De innebär bland annat ett utökat skydd för krigsfångar.
- Carl Gripenhielm blir chef för det svenska lantmäteriet. Under hans tid tillkommer en rad kartor, som blir viktiga för reduktionen.
- Erik Dahlberghs stadsplan för mönsterstaden Karlskrona ligger färdig.
- Amiralen Hans Wachtmeister faller i onåd för sitt vidlyftiga flottprogram. Kungen skall ha kommit till Karlskrona och jagat honom med en påk. Wachtmeister klarar sig dock och får behålla sin post.
- En tysk församling grundas i Malmö.
- Den tyske bataljmålaren Johann Philip Lemke inkallas till Sverige för att förhärliga de svenska krigsframgångarna på duk.
- Invånare i Skåne, Halland och Blekinge förbjuds åka till Köpenhamn och danska psalmböcker och katekeser beläggs med importförbud.

## Födda
- 25 februari – Jakob Benzelius, svensk ärkebiskop 1744–1747.
- 1 mars – Caroline av Ansbach, drottning av Storbritannien 1727–1737 (gift med Georg II).
- 23 maj – Antoine Pesne, fransk målare.
- 4 juni – Gustav, svensk prins, son till Karl XI och Ulrika Eleonora av Danmark.
- 10 november – Georg II, kung av Storbritannien och Irland 1727–1760.
- 19 december – Filip V av Spanien, spansk kung.[2]
- Jean-Philippe Rameau, fransk kompositör (döpt 25 september).

## Avlidna
- 6 mars – Guarino Guarini, 59, italiensk arkitekt.
- 21 juli – Lord Russell, 43, brittisk politiker (avrättad).
- Birgitta Durell, svensk textilfabrikör.
- Josina Walburgis van Löwenstein-Wertheim-Rochefort, nederländsk abbedissa.

### Fotnoter
1. ↑  World Statesmen (läst 3 april 2011)
2. ↑  Det hände i dag